# 東日本大震災復興基本法
東日本大震災復興基本法（ひがしにほんだいしんさいふっこうきほんほう、平成23年6月24日法律第76号）は、復興に関する基本的施策、東日本大震災復興対策本部、復興庁の設置に関する基本方針などに関する日本の法律である。復興基本法と略称される。
2011年（平成23年）6月24日に公布・施行された。

## 概要
東日本大震災復興基本法は、2011年（平成23年）3月11日に発生した東北地方太平洋沖地震（東日本大震災）からの復興に関する基本理念などを定める法律である。
この法律は、東日本大震災が、その被害が甚大であり、かつ、その被災地域が広範にわたる等極めて大規模なものであるとともに、地震及び津波並びにこれらに伴う原子力発電施設の事故による複合的なものであるという点において我が国にとって未曽有の国難であることに鑑み、東日本大震災からの復興についての基本理念を定め、並びに現在及び将来の国民が安心して豊かな生活を営むことができる経済社会の実現に向けて、東日本大震災からの復興のための資金の確保、復興特別区域制度の整備その他の基本となる事項を定めるとともに、東日本大震災復興対策本部の設置及び復興庁の設置に関する基本方針を定めること等により、東日本大震災からの復興の円滑かつ迅速な推進と活力ある日本の再生を図ることを目的とする（法1条）。
東日本大震災発生後、菅直人内閣は、復興の基本方針に関する法律案として「東日本大震災復興の基本方針及び組織に関する法律案」を提出して成立を図った（同年5月13日提出、同年6月9日撤回承諾。）。しかし、ねじれ国会の中で迅速な成立を期すため、自由民主党および公明党が主張する修正を受け入れ、同法案を撤回した上、あらためて衆議院東日本大震災復興特別委員長から「東日本大震災復興基本法案」が提出された。内閣提出法案からの主な修正点は、国・地方公共団体の責務と国民の努力に関する規定を置いたこと、復興債など復興資金の確保のための措置に関する規定を置いたこと、復興庁の設置に関する基本方針を定めたことの3点である。

## 内容

### 総則（第1章）
第1章の「総則」では、この法律の目的、基本理念、国・地方公共団体の責務、国民の努力、復興債の発行など復興資金確保のための措置、復興特別区域制度の整備などを定める。
基本理念（2条）
1. 単なる復旧にとどまらない、21世紀半ばにおける日本のあるべき姿を目指した復興を行うこと。
2. 地域住民の意向を尊重して、国と地方公共団体が連携すること。
3. 少子高齢化、人口の減少、国境を越えた社会経済活動の進展への対応、食料問題、電力その他のエネルギーの利用の制約、環境への負荷及び地球温暖化問題等の人類共通の課題の解決に資するための先導的な施策に取り組むこと。
4. 次に掲げる施策が推進されるべきこと。
  1. 将来にわたって安心して暮らすことのできる安全な地域づくりを進めるための施策
  2. 被災地域における雇用機会の創出と持続可能で活力ある社会経済の再生を図るための施策
  3. 地域の特色ある文化を振興し、地域社会のきずな絆の維持及び強化を図り、並びに共生社会の実現に資するための施策
5. 原子力発電施設の事故による災害を受けた地域の復興については、当該災害の復旧の状況等を勘案しつつ、前各号に掲げる事項が行われるべきこと。

国の責務（3条）
国は、基本理念にのっとり、21世紀半ばにおける日本のあるべき姿を示すとともに、東日本大震災からの復興のための施策に関する基本的な方針（東日本大震災復興基本方針）を定め、これに基づき、東日本大震災からの復興に必要な別に法律で定める措置その他の措置を講ずる責務を有する。
地方公共団体の責務（4条）
地方公共団体は、基本理念にのっとり、かつ、東日本大震災復興基本方針を踏まえ、計画的かつ総合的に、東日本大震災からの復興に必要な措置を講ずる責務を有する。
国民の努力（5条）
国民は、基本理念にのっとり、相互扶助と連帯の精神に基づいて、被災者への支援その他の助け合いに努めるものとする。

### 基本的施策（第2章）
復興に関する施策の迅速な実施（6条）
国は、東日本大震災からの復興に関する施策を迅速に実施するため、第三条の規定により講ずる措置について、その円滑かつ弾力的な執行に努めなければならない。
資金の確保のための措置（7条）
国は、次に掲げる措置その他の措置を講ずることにより、東日本大震災からの復興のための資金の確保に努めるものとする。
1. 復興及びこれに関連する施策以外の施策に係る予算を徹底的に見直し、当該施策に係る歳出の削減を図ること。
2. 財政投融資に係る資金及び民間の資金の積極的な活用を図ること。

復興債の発行等（8条）
国は、東日本大震災からの復興に必要な資金を確保するため、復興債を発行するものとする。復興債については、その他の公債と区分して管理するとともに、あらかじめ、その償還の道筋を明らかにするものとする。
復興に係る国の資金の流れの透明化（9条）
国は、被災者を含めた国民一人一人が東日本大震災からの復興の担い手であることを踏まえて、その復興に係る国の資金の流れについては、国の財政と地方公共団体の財政との関係を含めてその透明化を図るものとする。
復興特別区域制度の整備（10条）
政府は、被災地域の地方公共団体の申出により、区域を限って、規制の特例措置その他の特別措置を適用する制度（復興特別区域制度）を活用し、地域における創意工夫を生かして行われる東日本大震災からの復興に向けた取組の推進を図るものとし、このために必要な復興特別区域制度について総合的に検討を加え、速やかに必要な法制上の措置を講ずるものとする。

### 東日本大震災復興対策本部（第3章）
東日本大震災復興対策本部は、復興庁設置により廃止され、第3章は「第三章　削除」となった。以下は制定時の条文の説明である。
東日本大震災復興対策本部（11条等）
東日本大震災復興対策本部は、内閣に置かれる。本部長は内閣総理大臣（本部の主任の大臣）、副本部長は内閣官房長官と東日本大震災復興対策担当大臣、本部員はその他の全ての国務大臣、内閣官房副長官、関係府省の副大臣、大臣政務官、関係行政機関の長のうちから、内閣総理大臣が任命する者などである。東日本大震災復興対策担当大臣は、内閣総理大臣の命を受けて、東日本大震災からの復興のための施策の推進に関し内閣総理大臣を助けることをその職務とする国務大臣である。また、本部長らを助けるため、関係行政機関の職員のうちから、内閣総理大臣が幹事を任命する。本部には事務局が置かれる。
所掌事務（12条）
1. 東日本大震災復興基本方針に関する企画及び立案並びに総合調整に関する事務
2. 関係地方公共団体が行う復興事業への国の支援その他関係行政機関が講ずる東日本大震災からの復興のための施策の実施の推進及びこれに関する総合調整に関する事務
3. 前二号に掲げるもののほか、法令の規定により本部に属させられた事務

現地対策本部（17条）
本部の所掌事務の一部を分掌させるため、地方機関として、所要の地に現地対策本部を置く。現地対策本部長は、関係府省の副大臣、大臣政務官その他の職を占める者のうちから内閣総理大臣が任命する者をもって充てる。また、現地対策本部には、国の関係地方行政機関の長その他の職員のうちから内閣総理大臣が任命する者をもって、現地対策本部員を置く。
東日本大震災復興構想会議の設置等（18条）
本部に、東日本大震災復興構想会議を置く。
東日本大震災復興構想会議は、次に掲げる事務をつかさどる。
1. 本部長の諮問に応じて、東日本大震災からの復興に関する重要事項を調査審議し、及びこれに関し必要と認める事項を本部長に建議すること。
2. 東日本大震災からの復興のための施策の実施状況を調査審議し、必要があると認める場合に本部長に意見を述べること。

原子力発電施設の事故による災害を受けた地域の復興に関する合議制の機関（19条）
原子力発電施設の事故による災害を受けた地域の復興に関する重要事項について、当該災害の復旧の状況等を踏まえ、特別に調査審議を行わせるため必要があると認められるときは、本部に、関係地方公共団体の長及び原子力関連技術、当該災害を受けた地域の経済事情等に関し優れた識見を有する者で構成される合議制の機関を置くことができる。この場合において、当該機関による調査審議は、東日本大震災復興構想会議による調査審議の結果を踏まえて行われなければならない。
資料の提出その他の協力の要請（20条）
東日本大震災復興構想会議及び前条に規定する合議制の機関は、その所掌事務を遂行するため必要があると認めるときは、関係行政機関又は関係のある公私の団体に対し、資料の提出、意見の表明、説明その他の必要な協力を求めることができる。東日本大震災復興構想会議等は、その所掌事務を遂行するため特に必要があると認めるときは、調査審議の対象となる事項に関し識見を有する者に対しても、必要な協力を依頼することができる。

### 復興庁の設置に関する基本方針（第4章）
内閣に、期間を限って、復興庁を設置する。復興庁は、主体的かつ一体的に行うべき東日本大震災からの復興に関する国の施策に関し、次に掲げる事務をつかさどるものとし、当該事務の効率的かつ円滑な遂行が確保されるよう編成するものとする。
1. 東日本大震災からの復興に関する施策の企画及び立案並びに総合調整に関する事務
2. 東日本大震災からの復興に関する施策の実施に係る事務
3. その他東日本大震災からの復興に関し必要な事務

東日本大震災復興対策本部は、復興庁の設置の際に廃止する。東日本大震災復興構想会議など東日本大震災復興対策本部に置かれる組織の機能は、復興庁及びこれに置かれる組織に引き継がれるものとする。復興庁は、できるだけ早期に設置すること。